# Beverly Hills, 90210 (seria 2)
Druga seria amerykańskiego serialu telewizyjnego dla młodzieży Beverly Hills, 90210 - jednego z największych telewizyjnych hitów dla nastolatków, który zyskał miano kultowego i niepowtarzalnego w swojej klasie. Producentem serialu był Aaron Spelling.
Serial przedstawiał szkolne, a następnie uniwersyteckie i domowe perypetie bliźniąt Brendy i Brandona Walshów, którzy pewnego dnia musieli opuścić rodzinną Minnesotę i przeprowadzić się do Kalifornii, gdzie w Beverly Hills ojciec otrzymał nową pracę.

## Opis
Brandon dostaje wakacyjną pracę w Beverly Hills Beach Club. Tam spotyka dziewczynę o imieniu Emily Valentine. Tata Dylana zostaje skazany na więzienie. Matka Kelly (Jackie) zakochuje się w ojcu Davida. Wkrótce Jackie dowiaduje się, że jest w ciąży. Brenda decyduje się zakończyć romans z Dylanem. Andrea może mieć kłopoty, ponieważ szkoła może dowiedzieć się, że dziewczyna mieszka poza dzielnicą, do której należy jej szkoła.

## Obsada

### Główna
- Jason Priestley jako Brandon Walsh (28 odcinków)
- Shannen Doherty jako Brenda Walsh (28 odcinków)
- Jennie Garth jako Kelly Taylor (27 odcinków)
- Ian Ziering jako Steve Sanders (28 odcinków)
- Gabrielle Carteris jako Andrea Zuckerman (27 odcinków)
- Luke Perry jako Dylan McKay (28 odcinków)
- Brian Austin Green jako David Silver (28 odcinków)
- Tori Spelling jako Donna Martin (28 odcinków)
- Carol Potter jako Cindy Walsh (28 odcinków)
- James Eckhouse jako Jim Walsh (28 odcinków)

### Drugoplanowa
- Joe E. Tata jako Nat Bussichio
- Douglas Emerson jako Scott Scanlon
- Christine Elise jako Emily Valentine

### Gościnnie wystąpili
- Stephanie Beacham jako Iris McKay
- Lucy Liu jako Courtney
- Grant Show jako Jake Hanson
- Vivica A. Fox jako Sherice Ashe
- Denise Richards jako Robin McGill
- Color Me Badd jako themselves

## Opisy odcinków
| № | #  | Tytuł                                       | Reżyseria         | Scenariusz                      | Premiera             | Premiera w Polsce                                  |
| --- | -- | ------------------------------------------- | ----------------- | ------------------------------- | -------------------- | -------------------------------------------------- |
| 23 | 1  | Beach Blanket Brandon                       | Charles Braverman | Darren Star                     | 11 lipca 1991        | 10 grudnia 1994 (TVP1) 18 lutego 1996 (TVP2)       |
| Wynik testu ciążowego Brendy jest niejednoznaczny. Dylan i Kelly udają się z dziewczyną do ginekologa. Okazuje się, że Brenda nie jest jednak w ciąży. Cindy i Jim zauważają opakowanie po teście w koszu na śmieci i przeprowadzają z córką poważną rozmowę. Przytłoczona możliwymi konsekwencjami związku z Dylanem, Brenda zrywa z chłopakiem. Brandon, chcąc dorobić w czasie wakacyjnego zastoju w Peach Pit, ubiega się o posadę ratownika w Beverly Hills Beach Club. Kierownik klubu proponuje mu pracę boya przy basenie. |    |                                             |                   |                                 |                      |                                                    |
| 24 | 2  | The Party Fish                              | Daniel Attias     | Charles Rosin                   | 18 lipca 1991        | 17 grudnia 1994 (TVP1) 25 lutego 1996 (TVP2)       |
| Brandon zaprzyjaźnia się z Jerrym Rattingerem, członkiem klubu plażowego i wpływowym promotorem sportu. Angażuje się również w znajomość z Sandy, starszą koleżanką z nowej pracy. Dylan mówi mu, że Sandy nie jest dla niego odpowiednią kobietą. Jerry chce zatrudnić Brandona jako gońca i pożycza mu pieniądze na nowy samochód. Chłopak nie rozumie, dlaczego jego ojciec tego nie aprobuje. Gdy Jerry prosi Brandona, aby odwiózł jego żonę do domu, pani Rattinger wyznaje mu, że mąż chciał się jej pozbyć, aby móc spędzić czas z kochanką, Sandy. |    |                                             |                   |                                 |                      |                                                    |
| 25 | 3  | Summer Storm                                | Charles Braverman | Steve Wasserman & Jessica Klein | 25 lipca 1991        | 31 grudnia 1994 (TVP1) 3 marca 1996 (TVP2)         |
| Ojciec Dylana zostaje aresztowany. Dylan nie zgadza się spędzić wakacji na Hawajach u ekscentrycznej matki. W czasie surfowania odnosi obrażenia. Cindy zgadza się wziąć go pod opiekę, dopóki nie wyzdrowieje. Jim przyłapuje Dylana całującego się z Brendą i nakazuje mu wyprowadzić się w ciągu dwóch dni. Chłopak wymyka się w środku nocy i nocuje w kabinie klubu plażowego. Brandon przekonuje go, aby wrócił do domu Walshów. Na kursie aktorskim Donna i David muszą wystąpić razem w scenie z "Romea i Julii". |    |                                             |                   |                                 |                      |                                                    |
| 26 | 4  | Anaconda                                    | Daniel Attias     | Jonathan Roberts                | 1 sierpnia 1991      | 7 stycznia 1995 (TVP1) 10 marca 1996 (TVP2)        |
| Jim namawia Dylana, aby skontaktował się z matką, ale chłopak jest zbyt dumny, żeby prosić ją o pomoc finansową. Brandon, David i Steve grają po godzinach w pokera w klubie plażowym. Dylan przyłącza się do nich i przegrywa dużą sumę. W tym czasie w klubie dochodzi do włamania. Podejrzenia padają na Henry'ego, przełożonego Brandona. Chłopak przyznaje, że tego wieczoru grali w klubie w pokera, dzięki czemu uwalnia Henry'ego od podejrzeń. Głównym podejrzanym staje się Dylan, gdy w jego samochodzie znaleziony zostaje sprzęt elektroniczny. |    |                                             |                   |                                 |                      |                                                    |
| 27 | 5  | Play it Again, David                        | Charles Braverman | Sherri Ziff                     | 8 sierpnia 1991      | 14 stycznia 1995 (TVP1) 17 marca 1996 (TVP2)       |
| Mama Kelly, Jackie, łamie ząb w czasie lunchu w klubie plażowym. Na pomoc spieszy będący w pobliżu dentysta, Mel. Mężczyzna umawia się z nią i wyjawia, że jest ojcem Davida. Gdy okazuje się, że Mel i Jackie przypadli sobie do gustu, Kelly jest przerażona i postanawia doprowadzić do zerwania ich znajomości. W czasie wspólnej kolacji źle się zachowuje. Andrea namawia Brandona, aby spędził trochę czasu z chłopcem z centrum dla młodzieży. Brandon zaprzyjaźnia się z nim i odkrywa, że chłopiec jest bity przez samotnie wychowującą go matkę. |    |                                             |                   |                                 |                      |                                                    |
| 28 | 6  | Pass, Not Pass                              | Jefferson Kibbee  | Allison Adler                   | 15 sierpnia 1991     | 21 stycznia 1995 (TVP1) 24 marca 1996 (TVP2)       |
| Nauczyciel aktorstwa prosi Brendę, aby pracowała nad wspólną sceną z Andreą. Brenda wyznaje koleżance, że Chris jej się podoba. Andrea też zaczyna się nim interesować. Obie zabierają Chrisa na wycieczkę po mieście. Brendzie wydaje się, że chłopak jest zainteresowany Andreą. W czasie odgrywania wspólnej sceny zazdrosna Brenda wymierza Andrei silniejszy niż powinna, policzek. Brandon odrzuca propozycję Jima, chcącego mu pomóc przy zakupie wymarzonego samochodu. W efekcie wydaje całe wakacyjne zarobki na efektowny, ale zepsuty samochód. |    |                                             |                   |                                 |                      |                                                    |
| 29 | 7  | Camping Trip                                | Jeff Melman       | Karen Rosin                     | 29 sierpnia 1991     | 28 stycznia 1995 (TVP1) 31 marca 1996 (TVP2)       |
| Przyjaciele wybierają się na weekend na camping do parku Yosemite. Niespodziewany monsun zmusza ich do schronienia się w małej chatce. Steve i David decydują się iść na piwo, ale ludzie poproszeni przez nich o kupienie im alkoholu ulatniają się, zabrawszy ich pieniądze. Przyjaciele otrzymują jedzenie i drewno na opał od pary mieszkającej w sąsiedniej chatce. Atmosfera psuje się, gdy dochodzi między nimi do sprzeczki. Brenda kłóci się z Dylanem, który ze złości sięga po drinka. Brandon omal nie spada z urwiska, ale Dylan ratuje mu życie. |    |                                             |                   |                                 |                      |                                                    |
| 30 | 8  | Wild Fire                                   | Daniel Attias     | Steve Wasserman & Jessica Klein | 12 września 1991     | 4 lutego 1995 (TVP1) 14 kwietnia 1996 (TVP2)       |
| Pierwszego dnia po wakacjach Dylan umawia się na randkę z Emily Valentine, nową uczennicą w szkole. Dziewczyna podoba się także Brandonowi. Emily imponuje chłopcom, ponieważ gra na gitarze i jeździ na motocyklu. Dylan zabiera ją na randkę nad urwiskiem. Następnego wieczoru Brandon przywozi Emily w to samo miejsce. Dowiedziawszy się o spotkaniu Dylana z Emily, Brenda staje się zazdrosna. Uświadamia sobie, że wciąż kocha Dylana. Scott wraca z wakacji w Oklahomie. Jest zafascynowany muzyką country, pirotechniką i bronią. |    |                                             |                   |                                 |                      |                                                    |
| 31 | 9  | Ashes to Ashes                              | Charles Braverman | Charles Rosin & Judi Ann Mason  | 19 września 1991     | 11 lutego 1995 (TVP1) 21 kwietnia 1996 (TVP2)      |
| Walshowie zapisują się do sąsiedzkiego patrolu bezpieczeństwa. Mają jednak problemy z własnym systemem alarmowym. Do jednego z okolicznych domów wprowadza się zamożna rodzina. Brandon zaprzyjaźnia się z chodzącym do pierwszej klasy Robbiem, który chce zostać fotoreporterem w "Blaze". Siostra Robbiego, Charise, dojeżdża do starej szkoły, ponieważ uważa, że w West Beverly High pełno jest snobów. Gdy Charise je obiad z Brandonem, jej chłopak Devo przychodzi do jej domu z kwiatami. Zostaje zatrzymany i pobity przez patrol. |    |                                             |                   |                                 |                      |                                                    |
| 32 | 10 | Necessity is a Mother                       | Jefferson Kibbee  | Steve Wasserman & Jessica Klein | 26 września 1991     | 18 lutego 1995 (TVP1) 28 kwietnia 1996 (TVP2)      |
| Iris, matka Dylana, wprowadza się do syna. Dylan zaczyna pić, wagarować i spędzać całe dnie, grając w bilard. Brenda nie lubi Iris za to, że kobieta porzuciła Dylana, gdy był dzieckiem, a teraz wkracza w jego życie i próbuje je kontrolować. Natomiast Cindy, matka Brendy, i Iris przypadają sobie do gustu. Brandon stara się zająć Dylanem, który przegrał w bilard dużą sumę pieniędzy i został pobity za niewywiązanie się z długów. Iris zdaje sobie sprawę, że mimo najlepszych intencji jej obecność rani Dylana. Postanawia wrócić na Hawaje. |    |                                             |                   |                                 |                      |                                                    |
| 33 | 11 | Leading from the Heart                      | Daniel Attias     | Darren Star                     | 10 października 1991 | 25 lutego 1995 (TVP1) 5 maja 1996 (TVP2)           |
| Kuzyn Brendy i Brandona z Minnesoty, Bobby, odwiedza Walshów, ponieważ chce się przenieść na UCLA. Chłopak ma sparaliżowane nogi na skutek wypadku na nartach przed trzema laty. Między Bobbym i Kelly rodzi się uczucie, co martwi Brendę, która obawia się, że dziewczyna złamie mu serce. Chociaż Bobby świetnie sobie radzi w codziennym życiu, czuje się nieswojo na imprezie z całą paczką. Przykro mu, gdy widzi Kelly tańczącą z innym, i postanawia wyjść. Bobby obawia się, że dziewczyna szybko się nim znudzi. Brandon wyznaje Bobby'emu, że czuje się winnym jego wypadku, gdyż to on podjudził go do tamtego feralnego skoku. Brenda zdaje egzamin na prawo jazdy, ale boi się zasiąść za kierownicą. Emily dołącza do zespołu szkolnej gazety. David zaprasza Donnę na randkę. |    |                                             |                   |                                 |                      |                                                    |
| 34 | 12 | Down and Out (of District) in Beverly Hills | Charles Braverman | Karen Rosin & Allison Adler     | 17 października 1991 | 4 marca 1995 (TVP1) 12 maja 1996 (TVP2)            |
| Brandon zgłasza jeden z artykułów Andrei na międzyszkolny konkurs dziennikarski. Dziewczyna wygrywa, ale wpada w panikę, gdy przedstawiciel okręgu szkolnego chce przeprowadzić z nią wywiad w jej domu. Andrea prosi babcię, Rose, aby skłamała, że mieszka u niej. Kobieta odmawia. Władze okręgu rozpoczynają dochodzenie, podejrzewając, że Andrea mieszka poza rejonem szkolnym West Beverly. Kelly podejrzewa, że nowa dziewczyna Steve'a interesuje się nim ze względu na pieniądze, które chłopak posiada. |    |                                             |                   |                                 |                      |                                                    |
| 35 | 13 | Halloween                                   | Michael Katleman  | Jonathan Roberts                | 31 października 1991 | 11 marca 1995 (TVP1) 19 maja 1996 (TVP2)           |
| Uwodzicielska kreacja Kelly przyciąga uwagę pewnego studenta college'u. Chłopak twierdzi, że Kelly go prowokuje, i usiłuje ją zgwałcić. Brandon spędza Halloween w domu, rozdaje słodycze dzieciom z sąsiedztwa. Do drzwi puka Emily ze swoją siostrzenicą i siostrzeńcem. Brandon i Emily nie zauważają zniknięcia jej siostrzeńców. David i Scott wspominają dawne czasy. |    |                                             |                   |                                 |                      |                                                    |
| 36 | 14 | The Next 50 Years                           | Daniel Attias     | Karen Rosin & Charles Rosin     | 7 listopada 1991     | 18 marca 1995 (TVP1) 26 maja 1996 (TVP2)           |
| Uczniowie West Beverly odkrywają kapsułę czasu z 1941 roku. Pani Scanlon organizuje przyjęcie z okazji urodzin Scotta. Kelly, Steve, Brenda, Brandon i Emily przychodzą na przyjęcie, ale nie włączają się we wspólną zabawę. David próbuje ratować sytuację, namawiając wszystkich do tańca. Brandon i Emily wykradają się na górę. Scanlon widzi, że się obejmują i wyrzuca ich z domu. Scott znajduje pistolet. Demonstruje Davidowi sztuczkę, podczas której śmiertelnie się rani. Notatka: Ostatni odcinek z udziałem Douglasa Emersona. |    |                                             |                   |                                 |                      |                                                    |
| 37 | 15 | U4EA                                        | Charles Braverman | Allison Adler                   | 14 listopada 1991    | 25 marca 1995 (TVP1) 2 czerwca 1996 (TVP2)         |
| Emily zaprasza wszystkich do klubu. Steve i Andrea jadą trochę później niż reszta i trafiają pod niewłaściwy adres, co kończy się niezręczną sytuacją. Kelly jest przerażona, kiedy David wypija całą butelkę whiskey, ale Donna tańczy z nim i świetnie się bawi. Emily chce, by Brandon się rozluźnił i wrzuca ukradkiem do jego szklanki narkotyk. W efekcie Brandon nie jest w stanie prowadzić i zostawia samochód na noc pod klubem. Pojazd zostaje zniszczony przez wandali. |    |                                             |                   |                                 |                      |                                                    |
| 38 | 16 | My Desperate Valentine                      | Jeff Melman       | Michael Swerdlick               | 21 listopada 1991    | 1 kwietnia 1995 (TVP1) 9 czerwca 1996 (TVP2)       |
| Emily nie umie się pogodzić z tym, że ona i Brandon nie są razem. Podstępem zostaje u niego na noc i zakrada się do sypialni, ale Brandon jest nieugięty. Emily zamęcza go dziwnymi telefonami. Chce podpalić dom Brandona. Brenda i Dylan znajdują ją w porę. Emily zgadza się poszukać specjalistycznej pomocy. Brenda uważa, że spędzają z Dylanem za dużo czasu sam na sam, więc postanawiają częściej wychodzić na różne imprezy kulturalne. |    |                                             |                   |                                 |                      |                                                    |
| 39 | 17 | Chuckie’s Back                              | Bradley Gross     | Steve Wasserman & Jessica Klein | 12 grudnia 1991      | 8 kwietnia 1995 (TVP1) 16 czerwca 1996 (TVP2)      |
| Do West Beverly przenosi się Chuck Wilson, chłopak, który kiedyś grał w serialu z Samanthą, matką Steve'a. Samantha nakazuje synowi, aby był miły dla chłopaka, którego chce namówić do wzięcia udziału w kontynuacji serialu. Steve jest przygnębiony, ponieważ matka po raz kolejny stawia karierę ponad niego. Gdy Chuck prowokuje Steve'a, mówiąc, że wiedział o jego adopcji wcześniej niż on, ten rzuca się na niego. Steve bierze winę za bójkę na siebie i zostaje zawieszony. Postanawia odnaleźć biologicznych rodziców. |    |                                             |                   |                                 |                      |                                                    |
| 40 | 18 | Walsh Family Christmas                      | Darren Star       | Darren Star                     | 19 grudnia 1991      | 22 kwietnia 1995 (TVP1) 23 czerwca 1996 (TVP2)     |
| W Albuquerque Steve'owi udaje się odnaleźć dziadka. Dowiaduje się od niego, że Karen oddała syna do adopcji, ponieważ była bardzo młoda i chciała, aby Steve miał prawdziwy dom. Niestety, kobieta zginęła w wypadku samochodowym. Steve składa kwiaty na jej grobie i postanawia wrócić do domu. Cindy jest przygnębiona pierwszymi świętami Bożego Narodzenia w Beverly Hills. Postanawia zaprosić na Wigilię przyjaciół Brandona i Brendy oraz ich rodziców. Wszystko wskazuje na to, że każdy ma inne plany. |    |                                             |                   |                                 |                      |                                                    |
| 41 | 19 | Fire and Ice                                | Jeff Melman       | Carl Sautter                    | 9 stycznia 1992      | 29 kwietnia 1995 (TVP1) 30 czerwca 1996 (TVP2)     |
| Brandon poznaje łyżwiarkę Trishę Kinney. Oboje przypadają sobie do gustu. Chłopak wstaje codziennie o piątej rano, aby przychodzić na treningi Trishy. Gdy jej występ na mityngu wypada słabo, dziewczyna jest bliska zrezygnowania z kariery sportowej. Szefowa Brendy, Deidre, zachęca ją, aby namawiała klientów na drogie zakupy. Brenda przekonuje Davida, aby kupił Donnie perfumy za 190 dolarów. Wówczas Deidre zabiera dla siebie prowizję dziewczyny. Cindy pomaga córce zemścić się na szefowej. |    |                                             |                   |                                 |                      |                                                    |
| 42 | 20 | A Competitive Edge                          | David Carson      | Douglas Brooks West             | 23 stycznia 1992     | 6 maja 1995 (TVP1) 7 lipca 1996 (TVP2)             |
| Brandon dostaje się do drużyny lekkoatletycznej. Wielu sportowców nie lubi chłopaka za krytyczne artykuły, które napisał o zespole futbolowym. Brandon, mając dość podziałów, które są wywoływane przez jego publikacje, rozważa odejście z gazety. Okazuje się, że wielu członków drużyny zażywa sterydy. Brandon i Andrea postanawiają przeprowadzić śledztwo. Brenda pożycza samochód od brata i ulega wypadkowi. Kobieta, która się z nią zderzyła, domaga się odszkodowania, twierdząc, że doznała uszkodzenia kręgów szyjnych. |    |                                             |                   |                                 |                      |                                                    |
| 43 | 21 | Everybody’s Talkin’ ‘Bout It                | Daniel Attias     | Karen Rosin & Charles Rosin     | 6 lutego 1992        | 13 maja 1995 (TVP1) 15 września 1996 (TVP2)        |
| Andrea jest oburzona, gdy szkoła nie pozwala uczniom wziąć udziału w sondażu obejmującym pytania dotyczące seksu. Występuje przed radą szkoły z wnioskiem o rozprowadzanie prezerwatyw w West Beverly High. Między nią i Brandonem dochodzi do spięcia, gdy chłopak sugeruje jej, że nie powinna pouczać innych o bezpiecznym seksie, skoro sama jest dziewicą. Dylan zabrania Brendzie pisania artykułu o tym, co przeżyła, obawiając się, że jest w ciąży. Uważa, że publikowanie tych wyznań narusza jego prywatność. |    |                                             |                   |                                 |                      |                                                    |
| 44 | 22 | And Baby Makes Five                         | Bill D’Elia       | Steve Wasserman & Jessica Klein | 13 lutego 1992       | 20 maja 1995 (TVP1) 22 września 1996 (TVP2)        |
| Kelly zwierza się Brendzie i Donnie, że jej matka jest w ciąży. Jednak dziewczyny nie potrafią dochować tajemnicy. Gdy David zdradza Donnie, że Mel planuje się oświadczyć Jackie, dziewczyna mówi mu o ciąży. Ojciec chłopaka nie ma pojęcia o stanie Jackie. Ta, zakładając, że Mel chce się z nią ożenić z poczucia obowiązku, odchodzi od niego. Na szczęście Davidowi udaje się wyjaśnić nieporozumienie. Dylan szykuje niespodziankę dla Brendy na walentynki. |    |                                             |                   |                                 |                      |                                                    |
| 45 | 23 | Cardio - Funk                               | Daniel Attias     | Steve Wasserman & Jessica Klein | 27 lutego 1992       | 27 maja 1995 (TVP1) 29 września 1996 (TVP2)        |
| Na spotkanie AA przychodzi Sarah, przyjaciółka Dylana. Chłopak zapewnia ją, że może liczyć na jego wsparcie. Sarah prosi go, aby pomógł jej pozbyć się z mieszkania jej agresywnego chłopaka. Dziewczyna całuje Dylana, ale on oznajmia jej, że romanse pomiędzy alkoholikami mogą być niebezpieczne i odrzuca ją. Brenda flirtuje z Timem, chłopakiem, którego poznała na zajęciach aerobiku. Nat instaluje w Peach Pit sprzęt do karaoke, mając nadzieję, że zwiększy to obroty firmy. Młodzież i Jim są zachwyceni, ale nowa rozrywka szybko im się nudzi. |    |                                             |                   |                                 |                      |                                                    |
| 46 | 24 | The Pit and the Pendulum                    | Daniel Attias     | Larry Barber & Paul Barber      | 19 marca 1992        | 3 czerwca 1995 (TVP1) 6 października 1996 (TVP2)   |
| Brandon spotyka się z Marcie St. Claire, której ojciec Dixon jest przedsiębiorcą i ma w planie zburzenie Peach Pit; projekt dotyczy wybudowania dużego centrum High Point. Podczas gdy Brandon ze wszystkich sił próbuje temu przeszkodzić, Nat zgadza się przyjąć ofertę ale w ostatniej chwili nie ma pozwolenia na budowę i Peach Pit jest uratowane; Dylan, Steve, Kelly, Donna, Brenda i Brandon idą na przyjęcie 'Jestem niebieski' u Marcie na uczelni, ale Brandon zapomina, że miał przyjść w czymś niebieskim. |    |                                             |                   |                                 |                      |                                                    |
| 47 | 25 | Meeting Mr. Pony                            | Bradley Gross     | Jonathan Lemkin                 | 2 kwietnia 1992      | 10 czerwca 1995 (TVP1) 13 października 1996 (TVP2) |
| Przyjaciele spotykają się w Peach Pit, by uczyć się do testów semestralnych. Po zamnknięciu restauracji, gdy Brenda zostaje na chwilę sama w, uzbrojony włamywacz terroryzuje ją pistoletem i zmusza do oddania mu zawartości kasy. Od tego czasu dziewczynę prześladują nocne koszmary i zaczyna się dziwnie zachowywać. Nagłe wspomnienie tamtego wydarzenia w czasie testu sprawia, że Brenda z krzykiem wybiega z klasy. Psychiatra pomaga jej uporać się z lękami. Dziewczyna stawia się na identyfikację podejrzanego, dzięki czemu 17-letni sprawca zostaje rozpoznany i aresztowany. |    |                                             |                   |                                 |                      |                                                    |
| 48 | 26 | Things to Do on a Rainy Day                 | Bethany Rooney    | Jonathan Roberts & Maria Semple | 23 kwietnia 1992     | 17 czerwca 1995 (TVP1) 20 października 1996 (TVP2) |
| Donna, David, Brenda i Kelly próbują dostać bilety na koncert ulubionego zespołu Donny "Color Me Bad" w radiu, ale nie udaje im się to, więc David wynajmuje pokój w hotelu, gdzie próbują spotkać zespół. Donna widzi w hotelu swoją matkę, całującą jakiegoś mężczyznę. Cindy pociesza zdruzgotaną romansem matki dziewczynę. Kelly udaje się zaprzyjaźnić z członkami grupy "Color Me Bad" i zaprasza ich do Peach Pit, żeby zagrali dla Donny. Andrea wpada do Brandona, Dylana i Steve'a i chce im zrobić burzę mózgów, ale oni czekają na striptizerkę Brendy. Dziewczyna okazuje się ujmującą studentką, która zarabia w ten sposób, by skończyć studia i utrzymać siebie i dziecko. Brandon i Dylan, przejęci jej losem, rezygnują z oglądania jej występu.                           |    |                                             |                   |                                 |                      |                                                    |
| 49 | 27 | Mexican Standoff                            | Bradley Gross     | Steve Wasserman & Jessica Klein | 30 kwietnia 1992     | 24 czerwca 1995 (TVP1) 27 października 1996 (TVP2) |
| Po tym jak Brenda spóźnia się do domu, zasypiając u Dylana, Jim zabrania jej jechać z chłopakiem do Baja w Meksyku, ale ona i tak jedzie, okłamując rodziców, że będzie nocować u Kelly. Wyśniony weekend zamienia się w koszmar, gdy podczas powrotu Brendę zatrzymują na granicy z powodu braku dokumentów i powiadamiają rozwścieczonego Jima Walsha. W domu Kelly trwają przygotowania do przyjęcia weselnego jej matki. Kelly i przystojny znajomy Dylana, Jake Hudson, który wykonuje drobne roboty budowlane u dziewczyny w domu, wpadają sobie w oko. |    |                                             |                   |                                 |                      |                                                    |
| 50 | 28 | Wedding Bell Blues                          | Charles Braverman | Darren Star                     | 7 maja 1992          | nieemitowany (TVP1) 3 listopada 1996 (TVP2)        |
| Wezwany na granicę meksykańską Jim zakazuje Dylanowi kontaktów z Brendą. Brandonowi i Kelly też się obrywa za to, że kłamali w sprawie Brendy. W domu Taylorów pęka rura zalewając salon, ale Walshowie ratują sytuację wyprawiając ślub Jackie i Mela u siebie. Mimo usilnych starań Dylana, by odzyskać zaufanie ojca Brendy, na weselu dochodzi między nimi do gwałtownej kłótni. Wzburzony Dylan opuszcza przyjęcie, zostawiając załamaną Brendę. Tymczasem Kelly próbuje przekonać Jake'a, że różnica wieku nie jest istotna, skoro łączy ich szczere uczucie. |    |                                             |                   |                                 |                      |                                                    |